# Аминексил
Аминексил — торговое название копексила, или, по международной номенклатуре косметических ингредиентов, оксида диаминопиримидина (2,4-диаминопиримидин-3-N-оксида, CAS # 74638-76-9). Он является сильным локальным периферическим вазодилататором и активатором роста волос. Копексил является производным миноксидила с отсутствующим пиперидиновым заместителем. Так же как миноксидил он останавливает выпадение волос, однако значительно превосходит миноксидил в эффективности, при условии что его наносят в виде препарата инкапсулированного в ниосомы (более стабильный аналог липосом), состоящие из поверхностно-активных веществ, таких как сложные эфиры сорбитана (Span™) и их этоксилированные производные (Tween™) в сочетании с холестерином
Аминексил уменьшает скорость выпадения волос, так как замедляет ускоренное старение корней, борясь с процессом фиброза. Он также поддерживает эластичность ткани, окружающей корень волоса, и предотвращает затвердение коллагеновых пластин, чтобы закрепить корень волоса в коже головы.